# ساشا هورفات
ساشا هورفات (بالألمانية: Sascha Horvath)‏ هو لاعب كرة قدم نمساوي في مركز الوسط، ولد في 22 أغسطس 1996 في فيينا في النمسا. شارك مع منتخب النمسا تحت 17 سنة لكرة القدم ومنتخب النمسا تحت 19 سنة لكرة القدم ومنتخب النمسا تحت 21 سنة لكرة القدم ومنتخب النمسا لكرة القدم. أما مع النوادي، فقد لعب مع أوستريا فيينا وشتورم غراتس.

## وصلات خارجية
- ساشا هورفات على موقع الاتحاد الأوربي (الإنجليزية)
- ساشا هورفات على موقع قاعدة بيانات كرة القدم.إي يو (الإنجليزية)
- ساشا هورفات على موقع بيانات كرة القدم. دي إي (الألمانية)
- ساشا هورفات على موقع Soccerway.com (الإنجليزية)
- ساشا هورفات على موقع عالم كرة القدم.نت (الإنجليزية)
- ساشا هورفات على موقع AS.com (الإسبانية)